# چرینا مونفراتو
چرینا مونفراتو (به ایتالیایی: Cerrina Monferrato) یک کومونه در ایتالیا است که در استان آلساندریا واقع شده‌است. مردم بومی این شهر از زمانهای گذشته به تولید صنایع دستی و محصول اصلی این منطقه پنیر معروف آن می‌باشد.

## خصوصیات
چرینا مونفراتو ۱۷٫۱ کیلومترمربع مساحت و ۱٬۵۷۷ نفر جمعیت دارد و ۲۲۵ متر بالاتر از سطح دریا واقع شده‌است.